# اوبرلانجیا
اوبرلانجیا (پرتغالی برزیلی: Uberlândia؛ ‏تلفظ در پرتغالی: [ubɛʁˈlɐ̃dʒiɐ]) یک شهر و شهرستان برزیل در برزیل است که در میناس گرایس واقع شده‌است.

## خصوصیات
اوبرلانجیا ۴٬۱۱۵٫۹ کیلومترمربع مساحت و ۶۴۶٬۶۷۳ نفر جمعیت دارد و ۸۶۳ متر بالاتر از سطح دریا واقع شده‌است.